# Perfluor(4-ethylcyclohexan)sulfonsäure
Perfluor(4-ethylcyclohexan)sulfonsäure (PFEtCHxS) ist eine synthetische chemische Verbindung aus der Klasse der per- und polyfluorierten Alkylverbindungen (PFAS), die als Tensid und in verschiedenen industriellen Anwendungen eingesetzt wurde.

## Eigenschaften
PFEtCHxS ist bei Raumtemperatur eine farblose Flüssigkeit mit einer hohen Oberflächenspannung, die es für die Verwendung als Tensid geeignet macht.
Das Molekül enthält zwei Chiralitätszentren. Bedingt durch die Symmetrie gibt es dennoch nur ein cis- und ein trans-Isomer.

## Verwendung
PFEtCHxS wurde in verschiedenen industriellen Prozessen eingesetzt, darunter:
- Metallbeschichtung und Endbearbeitung
- Herstellung von Halbleitern
- Photolithographie-Prozesse

Seine Tensideigenschaften und seine Widerstandsfähigkeit gegen extreme Bedingungen machen es für diese Anwendungen nützlich.

## Umweltrelevanz
Wie andere PFAS ist auch PFEtCHxS in der Umwelt sehr persistent und wurde in verschiedenen Umweltmatrices, darunter Wasser, Boden und Biota, nachgewiesen. Es gibt Bedenken hinsichtlich seiner möglichen Bioakkumulation und seiner schädlichen Auswirkungen auf die menschliche Gesundheit und die Ökosysteme.